# Municipio de Golden Lake (Dakota del Norte)
El municipio de Golden Lake (en inglés: Golden Lake Township) es un municipio ubicado en el condado de Steele en el estado estadounidense de Dakota del Norte. En el año 2010 tenía una población de 59 habitantes y una densidad poblacional de 0,63 personas por km².

## Geografía
El municipio de Golden Lake se encuentra ubicado en las coordenadas 47°32′20″N 97°38′57″O / 47.53889, -97.64917. Según la Oficina del Censo de los Estados Unidos, el municipio tiene una superficie total de 93.26 km², de la cual 90,25 km² corresponden a tierra firme y (3,23 %) 3,01 km² es agua.

## Demografía
Según el censo de 2010, había 59 personas residiendo en el municipio de Golden Lake. La densidad de población era de 0,63 hab./km². De los 59 habitantes, el municipio de Golden Lake estaba compuesto por el 100 % blancos. Del total de la población el 0 % eran hispanos o latinos de cualquier raza.